# Oriolus
Oriolus är ett stort fågelsläkte i familjen gyllingar inom ordningen tättingar. Släktet dominerar familjen och inkluderar bland annat den i Sverige förekommande sommargyllingen (O. oriolus). Släktet omfattar 31 arter som förekommer i Europa, Asien, Australien och Afrika:
- Halmaheragylling (O. phaeochromus)
- Burugylling (O. bouroensis)
- Seramgylling (O. forsteni)
- Grönryggig gylling (O. sagittattus)
- Tanimbargylling (O. decipiens)
- Gulgrön gylling (O. flavocinctus)
- Timorgylling (O. melanotis)
- Papuagylling (O. szalayi)
- Wetargylling (O. finschi)
- Sundagylling (O. xanthonotus)
- Buktalargylling (O. consobrinus)
- Filippingylling (O. steerii)
- Vittyglad gylling (O. albiloris)
- Isabelagylling (O. isabellae)
- Karmosingylling (O. traillii)
- Silvergylling (O. mellianus)
- Svartgylling (O. hosii)
- Javagylling (O. cruentus)
- Svartröd gylling (O consanguineus)
- Orientgylling (O. xanthornus)
- Grönhuvad gylling (O. chlorocephalus)
- Sãotomégylling (O. crassirostris)
- Djungelgylling (O. brachyrhynchus)
- Etiopiengylling (O. monacha)
- Svarthuvad gylling (O. larvatus)
- Svartvingad gylling (O. nigripennis)
- Berggylling (Oriolus percivali)
- Afrikansk gylling (O. auratus)
- Indisk sommargylling (O. kundoo)
- Sommargylling (O. oriolus)
- Smalnäbbad gylling (O. tenuirostris)
- Svartnackad gylling (O. chinensis)